# The Myztikalz
The Myztikalz is een Surinaanse dansgroep die zich richt op verschillende dansen, variërend van hiphopstijlen als breakdance tot ballet en Surinaamse dansen als awasa.
The Myztikalz werden in 2000 opgericht en komen wekelijks bij elkaar in de werkplaats van ArtLab Suriname voor training en het verbeteren van hun repertoire. De groep heeft het management in eigen handen en wordt geleid door Fabien (Fally) van Gennip (stand 2014). De groep bestaat uit amateurs en is opgedeeld in twee generaties: junioren en senioren, waarbij de leeftijdsgrens ligt op circa 23 jaar. De groep bestaat in 2021 uit vijf docenten en honderd dansers. De groep deed meermaals mee aan de Summer Dance Battle in Cayenne, de hoofdstad van Frans-Guyana, en wist het evenement te winnen in 2010.
Er wordt opgetreden tijdens allerlei evenementen, waaronder in het voorprogramma van (buitenlandse) artiesten, de toneelvereniging Lafabo, zaalvoetbalwedstrijden en Got Talent. In 2016 traden ze op in de videoclip waarmee Nisha Madaran als eerste Surinaamse artieste binnen een maand meer dan een miljoen views behaalde op YouTube. Samen met de dansschool Be Your Own Hero stonden ze in 2019 op het podium met de soca-ster Machel Montano uit Trinidad en Tobago.
De groep was daarnaast in het buitenland voor optredens in Europa (Nederland, België en Duitsland), Frans-Guyana en Sint Maarten.